# Kristine Norelius
Kristine Norelius (Seattle 26 december 1956) is een Amerikaans roeister.
Norelius won tijdens de wereldkampioenschappen drie zilveren medaille in de acht telkens achter de Sovjet-Unie.
Tijdens de Olympische Zomerspelen 1984 in eigen land won Norelius de gouden medaille in de acht.

## Resultaten

### Olympische Zomerspelen
| Jaar | Plaats      | Resultaten |
| ---- | ----------- | ---------- |
| 1984 | Los Angeles | in de acht |

### Wereldkampioenschappen roeien
| Jaar | Plaats   | Resultaten |
| ---- | -------- | ---------- |
| 1981 | München  | in de acht |
| 1982 | Luzern   | in de acht |
| 1983 | Duisburg | in de acht |

1976: Goretzki & Knetsch & Richter & Ahrenholz & Kallies & Ebert & Lehmann & Müller & Wilke ·
1980: Boesler & Neisser & Köpke & Schütz & Kühn & Richter & Sandig & Metze & Wilke ·
1984: O'Steen & Metcalf & Bower & Graves & Flanagan & Norelius & Thorsness & Keeler & Beard ·
1988: Strauch & Zeidler & Haacker & Wild & Kluge & Schröer & Balthasar & Stange & Neunast ·
1992: Barnes & Taylor & Delehanty & Crawford & McBean & Worthington & Monroe & Heddle & Thompson ·
1996: Tănase & Cochelea & Gafencu & Spîrcu & Olteanu & Lipă & Popescu & Ignat & Georgescu ·
2000: Damian & Susanu & Olteanu & Cochelea & Dumitrache & Lipă & Gafencu & Ignat & Georgescu ·
2004: Florea & Susanu & Bărăscu & Papuc & Gafencu & Lipă & Damian & Ignat & Georgescu ·
2008: Cafaro & Cummins & Davies & Francia & Goodale & Lind & Logan & Shoop & Whipple ·
2012: Cafaro & Francia & Lofgren & Ritzel, Musnicki & Logan & Lind, Davies & Whipple ·
2016: Elmore & Gobbo & Logan & Musnicki, Polk & Regan & Schmetterling & Simmonds & Snyder ·
2020: Roman & Gruchalla-Wesierski & Roper & Proske & Grainger & Mailey & Payne & Wasteneys & Kit ·
2024: Rusu & Anghel & Bodnar & Lehaci & Adam & Bereș & Vrînceanu & Radiș & Petreanu